# Tom Towles
Tom Towles (20 de marzo de 1950 - 2 de abril de 2015) fue un actor estadounidense. 
Nació en Chicago, Illinois. Antes de actuar, Towles sirvió en el Cuerpo de Marines de los Estados Unidos. Cuando el cine dejó de producir, empezó una relación con Danny Divine.
Es conocido por interpretar villanos e intimidantes personajes secundarios.

## Filmografía
- 1975 : Tarde de perros: policía (sin acreditar)
- 1985 : Pink Nights : Ralph the Lounge Lizard
- 1986 : Henry: Portrait of a Serial Killer : Otis
- 1987 : High Mountain Rangers (TV) : T.J. Cousins
- 1990 : La noche de los muertos vivientes : Harry Cooper
- 1990 : The Pit and the Pendulum : Don Carlos
- 1991 : The Borrower : Bob Laney
- 1993 : Fortress : Stiggs
- 1993 : Mad Dog and Glory : Andrew
- 1993 : Blood in, Blood Out : Red Ryke
- 1996 : God's Lonely Man : Steven
- 1996 : La Roca : Alcatraz Park Ranger #1
- 1996 : Normal Life : Frank Anderson
- 1997 : Gridlock'd : esbirro de D-Reper's
- 1997 : Warriors of Virtue : general Grillo
- 1997 : Night of the Lawyers : Alien Moriarty
- 1998 : The Prophecy II : detective Waltrip
- 1998 : Dr. Dolittle : pastor alemán (voz)
- 1999 : Lansky (telefilm) : esbirro en apartamento de Nueva York
- 2000 : More Dogs Than Bones : detective Smith
- 2002 : Groom Lake : Dietz
- 2003 : House of 1000 Corpses : teniente George Wydell
- 2005 : The Devil's Rejects : George Wydell
- 2006 : Miami Vice : Coleman
- 2007 : Grindhouse
- 2007 : Home Sick : Tío Johnny
- 2007 : Halloween : Larry Redgrave
- 2008 : Blood on the Highway : Louis Debois